# غند أب (زلاغي الشرقي)
غند أب (بالفارسية: گنداب) هي قرية تقع في إيران في قسم زلاغي الشرقي الریفي.